# E008

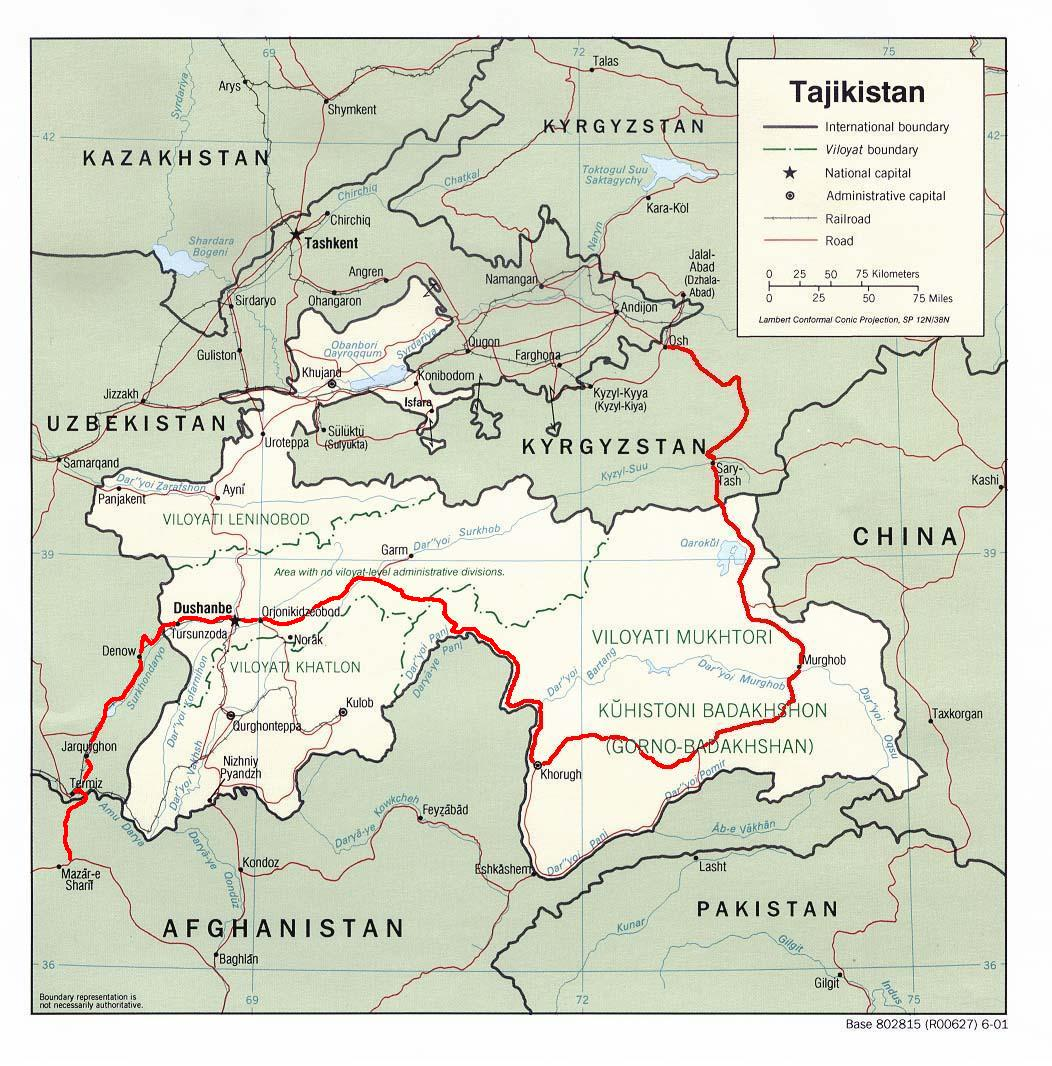
Karta över väg M41. Den går samma väg som E008 mellan Kalaikhumb-Murgab, och annan väg i övrigt

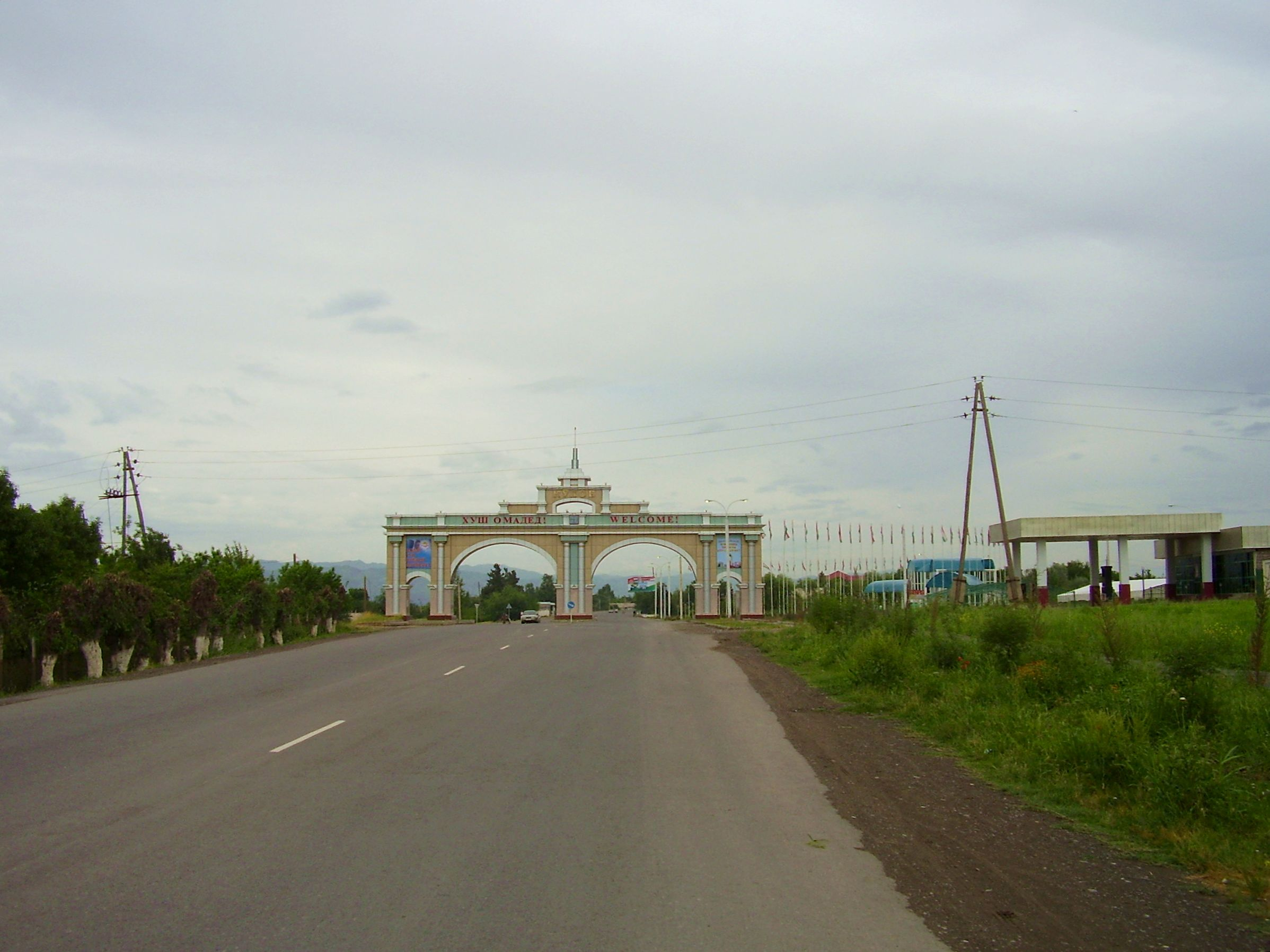
Stadsporten i Kulob

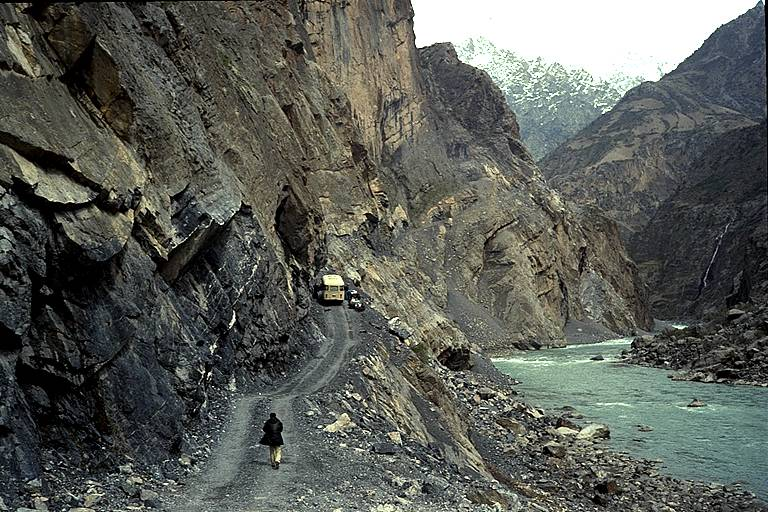
E008/M41 i bergen

E008 eller Europaväg 008 är en europaväg som går i Tadzjikistan. Den börjar i Dusjanbe och slutar vid gränsen Tadzjikistan-Kina. Längden är mellan 700 och 800 km. Denna väg har inget samband med europavägen E8 (i Norge och Finland) trots sina likheter i vägnumret.

## Sträckning
Dusjanbe – Kulob – Kalaikhumb – Chorug – Murgab – Kulma – gränsen mot Kina. Vägen numreras nationellt M41 mellan Kalaikhumb och Murgab (numret kommer från Sovjetunionen).

## Standard, omgivningar
Vägen är landsväg, mest grusväg. Området är mycket bergigt och det finns ett bergspass på 4 272 m höjd längs vägen mellan Chorog och Murgab, samt Kulmapasset vid gränsen på 4 362 m höjd. Detta är troligen den högsta höjd en europaväg når. Vägen har dålig standard och det uppges att sträckan Dusjanbe-Chorog tar 18 timmar (525 km, 30 km/h medelhastighet). Vägen är stängd på vintern både väster och öster om Chorog. Bergen tillhör bergskedjan Pamir och har i närheten av vägen toppar upp till 6 723 m. Bergskedjan har på den kinesiska sidan toppar ända upp till 7 719 m.

## Anslutningar till andra europavägar
- E60 i Dusjanbe
- E123 i Dusjanbe
- E009 mellan Kalaikhumb och Chorug

Det finns en väg, del av M41, som inte är europaväg från Murgab norrut till Sary Tash där E60 och E007 ansluter. Den vägen går över ett bergspass, Ak-Baital-passet, på 4 655 m, en av världens högst belägna vägar, dock alltför dålig standard och stängt på vintern.

## Historia
Europavägnumret infördes cirka år 2000 på sträckan mellan Chorog och Murgab. Det ändrades år 2003.